# 소대훈
소대훈(蕭大訓, 540년 ~ 549년)은 중국 남북조 시대 양나라의 황족이다. 자는 인덕(仁德)이고 간문제의 열여섯째 아들이다.